# Donald Jackson
Donald George "Don" Jackson  (Oshawa, Ontário, 2 de abril de 1940) é um ex-patinador artístico canadense. Ele conquistou uma medalha de bronze olímpica em 1960, e três medalhas em campeonatos mundiais.

## Principais resultados
| Resultados                                            | Resultados       | Resultados       | Resultados       | Resultados       | Resultados        | Resultados      | Resultados      | Resultados    | Resultados    | Resultados    | Resultados    | Resultados    |
| Internacional                                         | Internacional    | Internacional    | Internacional    | Internacional    | Internacional     | Internacional   | Internacional   | Internacional | Internacional | Internacional | Internacional | Internacional |
| Evento/Temporada                                      | 1955– 1956       | 1956– 1957       | 1957– 1958       | 1958– 1959       | 1959– 1960        | 1960– 1961      | 1961– 1962      |               |               |               |               |               |
| ----------------------------------------------------- | ---------------- | ---------------- | ---------------- | ---------------- | ----------------- | --------------- | --------------- | ------------- | ------------- | ------------- | ------------- | ------------- |
| Jogos Olímpicos                                       |                  |                  |                  |                  | Medalha de bronze |                 |                 |               |               |               |               |               |
| Campeonato Mundial                                    |                  | 7.º              | 4.º              | Medalha de prata | Medalha de prata  |                 | Medalha de ouro |               |               |               |               |               |
| Campeonato Norte-Americano                            |                  | 4.º              |                  | Medalha de ouro  |                   | Medalha de ouro |                 |               |               |               |               |               |
| Nacional                                              |                  |                  |                  |                  |                   |                 |                 |               |               |               |               |               |
| Campeonato Canadense                                  | Medalha de prata | Medalha de prata | Medalha de prata | Medalha de ouro  | Medalha de ouro   | Medalha de ouro | Medalha de ouro |               |               |               |               |               |
|                                                       |                  |                  |                  |                  |                   |                 |                 |               |               |               |               |               |
| Legenda: Competição não foi disputada nesta temporada |                  |                  |                  |                  |                   |                 |                 |               |               |               |               |               |